# 日本電視台大鐘

日本電視台大鐘（日语：日テレ大時計、にっテレおおどけい）是位於日本東京都港區日本電視台大廈2層的大鐘，由宮崎駿設計。這座大鐘高約12米，寬約18米。大鐘共有32處機關人偶，在週一至週五有5次演出，週六及週日有6次演出。

## 外部連結
- 公式ホームページ，存于